# Synagoga w Sardes
Synagoga w Sardes – ruiny starożytnej synagogi znajdujące się w greckim mieście Sardes na terenie dzisiejszej Turcji.
W połowie II wieku n.e. w Sardes wybudowano kompleks łaźni połączonej z gimnazjonem. W późniejszym okresie przebieralnia została przekształcona w synagogę. Budowla została zniszczona podczas najazdu perskiego w 616 roku. W czasie wykopalisk prowadzonych od 1958 roku odkryto na terenie synagogi ponad 80 greckich i 8 hebrajskich inskrypcji.
Synagoga w Sardes znajduje się w tureckiej prowincji Manisa (starożytna Magnezja). W starożytności Sardes było stolicą królestwa Lidii w Zachodniej Anatolii, a tym samym było też miastem legendarnego króla Krezusa (595-547 p.n.e.), który jako pierwszy bił monetę. Sardyjscy Żydzi są wspominani przez historyka Józefa Flawiusza, osiedlali się oni w Sardes od III w. p.n.e.
Od 1958 Uniwersytet Harvarda oraz Uniwersytet Cornella sponsorowały prace archeologiczne w Sardes. Wykopaliska ukazały wyjątkowe znalezisko wśród antycznych synagog poza terenem Izraela oraz ponad osiemdziesiąt greckich i siedem hebrajskich inskrypcji, jak też niezliczone mozaiki podłogowe. Znaleziska te zmieniły uprzedni sposób postrzegania judaizmu w późnym Antyku. Wraz z odkryciem inskrypcji o „bojących się Boga” (theosebeis) z Afrodyzji, dostarczają one niekwestionowanych dowodów na stałą żywotność wspólnoty żydowskiej w Azji Mniejszej, jej integrację z ogólnym biegiem życia społecznego imperium rzymskiego, jak również jej znaczny rozmiar i rolę, podczas gdy wcześniejsi historycy uważali, że w czasach tych chrześcijaństwo przysłoniło judaizm. Owe inskrypcje dostarczają też informacji na temat liczebności społeczności żydowskiej, szacowanej na około pięć do dziesięciu tysięcy osób, czyli stanowiła ona od czterech do ośmiu procent liczącej sto dwadzieścia tysięcy populacji (ok. 123 r. n.e.) Sardes.
Synagoga była częścią dużego kompleksu łaźni-gimnazjonu, który był w użyciu przez około 450-500 lat. Został on zbudowany około roku 200 n.e. między palestrą (szkołą boksu i zapasów) a główną drogą miasta, zorientowana ze wschodu na zachód. Początkowo, czyli w połowie II w. n.e. w pomieszczeniach zajmowanych potem przez synagogę, znajdowały się przebieralnie. Obecnie częściowo odbudowana, prezentuje się jako duży budynek w stylu bazyliki (zadaszony budynek spotkań, czy do transakcji handlowych, z przestrzenią podzieloną kolumnadami, główną nawą zakończoną absydą), podzielony na trzy części: 
- wejściowy ganek, zwrócony w stronę otaczających ulicę kolumnad,
- przedsionek otoczony kolumnami (perystyl),
- długi główny hol zakończony absydą.

Kolumnada perystylu została ponownie wzniesiona, ustawiono również replikę krateru (dużej wazy) uprzednio znajdującej się w środku fontanny. Na północnej ścianie, powyżej marmurowych paneli można zobaczyć odnowione przykłady zdobień dodanych w V-VI w. n.e.: niskie pilastry (płaskie filary, występujące nieznacznie przed lico ściany), na których znajduje się wzór w gołębie i wazy, na tle ściany pokrytej czerwoną zaprawą – wcześniej zaprawa ta była pokryta freskami. Między trzema drzwiami prowadzącymi z przedsionka do głównego holu znajdują się dwie małe  kapliczki, jedna w stylu doryckim, druga – w późnym korynckim, zwrócone w stronę absydy. Główny hol był podzielony na siedem części (zatoczek) przy pomocy sześciu filarów. W końcu części zachodniej znajduje się absyda, wzdłuż której stoją trzy marmurowe ławy. Wyposażenie rytualne składało się z ogromnego marmurowego stołu wspartego na orłach na reliefie, oraz otoczonego dwiema parami lwów, zwróconych tyłem do siebie. Podłogi zarówno przedsionka, jak i głównego holu, pokryte były mozaikami w geometryczne wzory, datowanymi na IV w. n.e. Ściany były pokryte polichromowanym marmurem. Zdobienia architekturalne, włącznie z imionami darczyńców, zostały odnowione w jednej zatoczce od strony południowej i w jednej zatoczce od strony północnej. Przykłady odnowionych paneli marmurowych znajdują się na ścianie południowej. Kompleks został zniszczony w 616 r. n.e. przez perską dynastię Sasanidów.